# Religion comparée
La religion comparée ou comparatisme religieux est un champ d'études des sciences religieuses qui analyse les différences d'interprétation des thèmes et idées communs aux religions du monde. Souvent mise en parallèle avec la mythologie comparée, ce champ d'études s'appuie fortement sur l'examen du mythe et de la spiritualité, dérive des thèmes essentiels des métaphores religieuses, et retrace de diverses manières une éventuelle connexion culturelle directe entre elles. Elle fait aussi des comparaisons entre les rituels et d'autres aspects de diverses confessions en outre des seuls mythes.
La religion comparée a contribué à l'émergence, dans les années 1960, des sciences religieuses comme discipline à part entière, bien qu'on en trouve des traces dans l'histoire principalement dans des discours confessionnels. La Bible et le Coran comparent assez souvent leurs doctrines à celles d'autres religions, attribuant souvent même des noms de catégorie : Goyim (étrangers) dans la Bible hébraïque, Gentils (ou païens, ou encore « Nations ») et Craignant-Dieu [PHobeô THeos] dans la Bible grecque, gens du Livre [ahl al-Kitàb] "Gens du Livre" dans le Coran. Les facultés et séminaires chrétiens ont développé la comparaison entre les religions le plus souvent dans une optique apologétique pour le service des missions chrétiennes, en particulier vis-à-vis de l'islam, enrichissant la missiologie d'une branche importante.
Si cette discipline s'est révélée nécessaire et féconde par rapport à la démarche historiciste qui comporte des faiblesses, ses fondements (la comparaison et la valeur heuristique des structures) sont critiqués et elle rencontre de fortes réticences en raison des positions idéologiques des comparatistes.

## Domaines d'étude
- Croyances sur les origines
- Humanisme
- Fondamentalisme

- Religions abrahamiques
  - Judéo-christo-islamo-bahá'í
  - Islamo-chrétienne (en)

- Mysticisme et Ésotérisme
  - Kabbale (judaïsme), gnosticisme (christianisme), soufisme (islam), manichéisme (zoroastrisme)
  - Chakra
  - Idéaux de perfection : « Bāqà » (soufisme), « Nājàt » (islam), Nirvana (bouddhisme), Salut (christianisme), Moksha (hindouisme).

- Comparaison des traditions occidentales et orientales
- Parallèles entre bouddhisme et christianisme
  - Ayyavazhi et hindouisme
  - Judaïsme et bouddhisme
  - Christianisme et religions du monde
  - Christianisme et bouddhisme

- Parallèles entre hindouisme et christianisme